# 兵庫県立神崎工業高等学校
兵庫県立神崎工業高等学校（ひょうごけんりつかんざきこうぎょうこうとうがっこう）は、兵庫県尼崎市にある公立で定時制の高等学校である。
兵庫県立尼崎工業高等学校に併設されている。電気工事士などの資格・技能を修得するための（卒業を目的としない）特別専修コースも開講されている。

## 設置学科
- 機械科
- 電気科

## 沿革
- 1943年 - 兵庫県立尼崎工業学校として開校。
- 1948年 - 学制改革により現校名となる。

## 出身者
- 中込伸（元阪神タイガース・投手）
- 小玉明利（元近鉄バファローズ・内野手）※中退